# Jean-Baptiste Placca
Jean-Baptiste Placca, né en 1953 ou en 1954, est un journaliste et éditorialiste togolais.

## Biographie

### Carrière
Jean-Baptiste Placca est journaliste et chef du desk étranger à l'Agence togolaise de presse, de novembre 1978 à juin 1983, grand reporter puis rédacteur en chef adjoint à Jeune Afrique, de 1984 à 1990. Il est directeur de la rédaction à Jeune Afrique Économie d'avril 1990 à novembre 1996 puis directeur de la rédaction de L'autre Afrique, de mai 1997 à septembre 2003,.
Jean Baptiste Placca est éditorialiste en Afrique pour RFI depuis 2004,, il travaille aussi pour le quotidien français La Croix,,.